# Metaprogetto

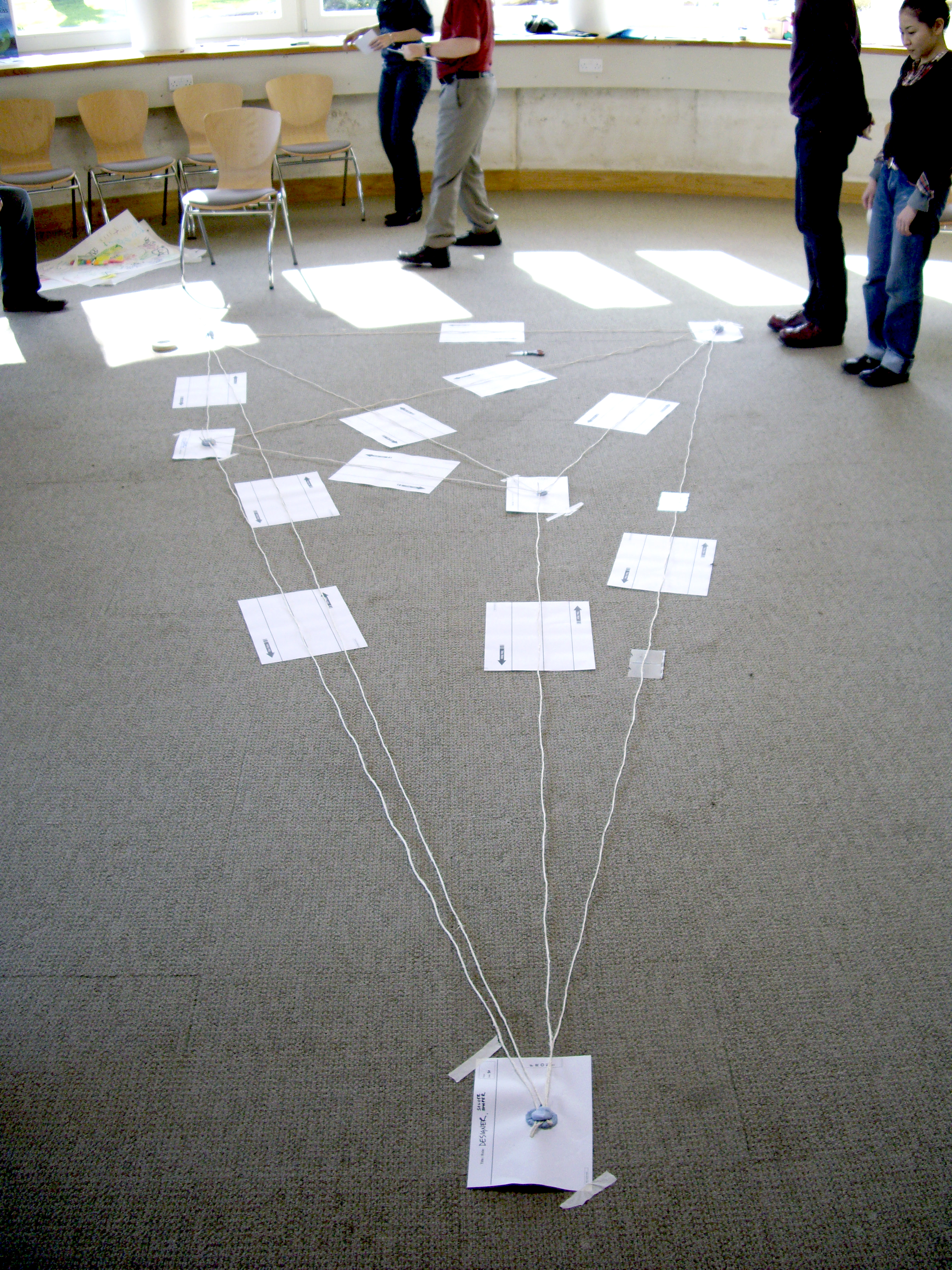
Esempio di fase metaprogettuale: la realizzazione di una mappa con l'obiettivo di sinergizzare le relazioni e la collaborazione all'interno di un gruppo di lavoro.

In progettazione il metaprogetto, anche detto fase metaprogettuale, è l'attività progettuale di natura teorica, avente per obiettivo la gestione e l'indirizzo strategico del processo di transizione tra la fase di istruttoria del progetto (raccolta dei dati e analisi) e la fase di formalizzazione e sintesi dello stesso. 
Il termine, derivante dal neologismo metadesign coniato da Andries Van Onck nel 1964, viene principalmente utilizzato nell'ambito del design industriale, mentre nelle discipline progettuali ingegneristiche o architettoniche tradizionali il concetto è generalmente espresso con le definizioni "studio preliminare" per la fase analitica e "progetto di massima" per la fase di sintesi. 
Nel design industriale il metaprogetto è la procedura necessaria al fine di strutturare le fasi progettuali connesse alla definizione di un progetto che porteranno alla realizzazione di un concept idoneo per essere portato ad una fase esecutiva.
La fase metaprogettuale è sostanzialmente divisa in due fasi minori:
- Fase analitica
- Fase concettuale

## Fase analitica
La fase analitica è una fase di analisi e ricerca di ciò che circonda in senso temporale, fisico e sociale il progetto che si andrà a concettualizzare.
Nel caso di un oggetto di uso comune, per esempio, l'operazione non sarà limitata alla sola analisi del contesto nel quale l'oggetto viene collocato (per contesto si intende la tipologia di ambiente in cui verrà inserito, in quale situazioni, con quali requisiti di volumi e spazi, quali condizioni ambientali) ma anche della situazione sociale (gusti, usi, costumi e tradizioni ma anche avvenimenti storici che potrebbero condizionare l'inserimento del prodotto). All'interno di tale fase si analizza soprattutto il tipo di target (utente) verso il quale è indirizzato il prodotto, visto che anche all'interno di una stessa società, ci sono molte diversità fra i vari individui. Relativamente al prodotto vero e proprio la fase analitica deve occuparsi dei materiali, dei colori, delle lavorazioni produttive dei materiali stessi o le lavorazioni sulle superfici. Si analizzano l'ergonomia e le capacità sensoriali che l'oggetto riesce a trasmettere grazie proprio alle scelte fatte dal progettista. Inoltre si fa una ricerca storica sulla stessa tipologia di oggetti creati in passato, per evitare imitazioni, errori, o prendere ispirazione.

## Fase concettuale
Nella fase concettuale si mette in pratica tutto ciò che si è analizzato nella fase analitica al fine di creare un oggetto quanto più vicino possibile agli obiettivi prefissati. La fase è molto complessa e tiene conto in linea di massima di quasi tutti i vincoli produttivi ed economici ma anche quei vincoli legati a leggi fisiche e strutturali. 
Il concept così realizzato è idoneo per passare alla fase esecutiva che darà luce a un prototipo definitivo, il quale può anche differenziarsi dal concept progettuale ma da esso sarà fortemente ispirato e in linea con il pensiero concettuale.
Nel caso questa operazione venga fatta in vista di un progetto non pensato per una futura produzione industriale e non per forza idoneo per una fase esecutiva, si ha a che fare con un'opera realizzata da un concept artist.